# موكو (أسطورة)
موكو (بالإنجليزية: Moko)‏ الرب السحلية البولينيزي. والسحالي تملك قوى سحرية كبيرة. بیلي Pili هي البريص Gecko.